# Thomas Mermall
Thomas Mermall (Úzhgorod), región Rutenia, Hungría, hoy Ucrania, 25 de julio de 1937 - Nueva York, 22 de septiembre de 2011) fue un escritor y ensayista.

## Biografía
Thomas Mermall fue un hispanista, judío, nacido en una pequeña aldea húngara de Rutenia, hoy en Ucrania, en 1937. Dos años después de acabar la Segunda Guerra Mundial, consiguió llegar a Chile, donde vivió tres años y aprendió español; en 1951 emigró con su padre a EE. UU., país en el que adquirió la nacionalidad y realizó sus estudios superiores.
Fue catedrático emérito de Literatura Española en el Brooklyn College y en el Programa Doctoral de la City University of New York y autor de obras notables, entre ellas una edición crítica de “La rebelión de las masas” de Ortega y Gasset, uno de sus autores y pensadores favoritos y es autor de libros y estudios varios sobre Ortega, Unamuno, Octavio Paz, Pedro Laín Entralgo, Juan Rof Carballo y también sobre Francisco Ayala, al que trató mucho.
Mermall fue el único niño judío de una amplia zona de Hungría que sobrevivió a la persecución nazi gracias a su padre que con solo seis años lo escondió en un  bosque y luego en un granero. Su padre escribió, durante aquel periodo un diario que el cineasta Steven Spielberg le compró para poder realizar una película, aunque el proyecto se vio posteriormente frustrado.

## Obras
- 2011. Semillas de gracia: memorias de guerra, amor y amistad. Editorial Pre-Textos. 2011. ISBN 978-84-15297-25-3.
- 2012. "Ortega contra Pero Orgullo: estrategias retóricas en 'Meditación de la técnica'", Revista de tecnología, conocimiento y sociedad (1:1), pp. 1–10

- 2006. “Mis españoles”, Revista de Occidente, (304), pp. 82–105

- 2002. “Experiencia, teoría, retórica: el paradigma de Orega y Gasset”, en El ensayo entre la filosofía y la literatura, J. F. Casanova (ed.), Granada: Comares

- 1998. Orega y Gasset, José, La rebelión de las masas, Thomas Mermall (ed.) Editorial Castalia. ISBN 978-8470397882

- 1997. “Un ‘postmoderno’ inteligible: en torno al estilo filosófico de Ortega y Gasset”, Revista de Occidente, (192), pp. 47–58

- 1994. "Entre epistema y doxa: el trasfondo retórico de la razón vital", Revista Hispanica Moderna, (47:1), pp. 72–85

- 1994. “Estética y mística: El castillo interior de José Jiménez Lozano”, en José Jiménez Lozano, Premio Nacional de las Letras Españolas 1992, Ministerio de Cultura de España, 91-98

- 1990. "Ortega's Velasquez and the Topics of Modernity", Hispanic Issues (5), pp. 223–242

- 1990. “La ideología del ’98 bajo el franquismo”, en Divergencias y unidad, perspectivas sobre la generación del '98 y Antonio Machado, John P. Gabriel (ed.), Madrid: Editorial Origines, pp. 49–60

- 1988. “Eros edificante: la plenitud modernista en la ensayística actual”, Cuadernos del Norte, (49)

- 1983. "José Jiménez Lozano y la renovación del género religioso", Anthropos, (25), pp. 66–69

- 1968. "Octavio Paz: El Laberinto de la Soledad y el sicoanálisis de la historia," Cuadernos Americanos (27:1), pp. 97–114
- La retórica del humanismo: la cultura española después de Ortega. Taurus. 1978.
- Las alegorías del poder en Francisco Ayala. 1983.
- La rebelión de las masas. Editorial Castalia. 1998.